# Опсада Доростре
Битка за Доростру или Опсаду Доростре извршили су 971. године Византинци под командом цара Јована I. Завршена је победом Византије и освајањем Бугарске од стране руског кнеза Свјатослава.

## Увод
Године 942. на престо Кијевске Русије долази Свјатослав I Кијевски. Нићифор II Фока постаје византијски цар 963. године. Он је потцењивао дипломатске преговоре што ће довести до разних инцидената. Један од њих је и одбијање да се настави плаћање данка Бугарима што 966. године доводи до рата. Византија унајмљује руске снаге под командом Свјатослава. Свјатослав прихвата позив и са војском од 50-60.000 људи лако осваја Доростру. Потом шаље Нићифору ултиматум да му преда све територије у Европи укључујући и Цариград како не би дошло до рата. Недуго затим у Цариграду долази до државног удара и на престо долази Јован I Цимискије.

## Битка
До прве битке долази на око 100 км од Цариграда у којој Византинци односе победу над четвороструко бројнијим непријатељем. Свјатослав пребацује своје седиште у Доростру. Прва битка око Доростре вођена је 12. априла 971. године и завршена је победом Византије. Друга битка вођена је 23. априла и завршена је, зависно од историчара, или нерешено или победом Византије. Дана 22. јула Свјатославова војска напада Византинце. Кишно време осујетило му је планове. Следећег дана отпочели су мировни преговори. Византијска победа је потврђена, а Свјатослав им предаје Бугарску.